# آکسل دوبرگ
آکسل دوبرگ (سوئدی: Axel Düberg؛ ‏ ۱۷ اکتبر ۱۹۲۷ – ۶ اکتبر ۲۰۰۱) یک هنرپیشه اهل سوئد بود.
از فیلم‌ها یا برنامه‌های تلویزیونی که وی در آن نقش داشته‌است می‌توان به فانی و الکساندر، چشمه باکره، چهره، تیر و کمان سنگی، تابو، به خودت بیا، عزیزم! و بمبی بیت و من اشاره کرد.